# ساقی عقیلی
ساقی عقیلی نقال و بازیگر تئاتر، تلویزیون و سینما است‏‏‏ با پشتیبانی وی و جمعی از نقالان در سال ۱۳۹۰ نقالی به ثبت جهانی در یونسکو رسید. او پرده‌خوان، مدرس دانشگاه و پژوهشگر نمایشهای سنتی و شاگرد استاد داوود فتحعلی بیگی ست. ساقی عقیلی در بسیاری از روزنامه‌ها و وبسایت‌های معتبر به عنوان اولین زن نقال ایرانی معرفی شده‌است. به گفته او این نوع عناوین که به او و زنان نقال دیگر داده‌اند، صرفاً تبلیغاتی هستند و فاقد هر گونه ارزش و اعتبار تاریخی هستند.

## زندگی‌نامه
ساقی عقیلی در ۱۸ تیر ۱۳۴۰ در تهران زاده شد. پدر او از علاقه مندان و کوشش گران در زمینه حفظ تاریخ و ادبیات کهن ایران زمین و دارای کتابخانه‌ای نفیس سرشار از کتب قدیمی و کم‌نظیر به زبان فارسی بود. عموی وی عبدالله عقیلی، محقق، مورخ و سکه‌شناسی نامی است که آثار باستانی و گرانبهای خود را به منظور ثبت و حفظ و ماندگاری، به آستانهٔ قبلهٔ تهران تقدیم کرده‌است.
علاقه به هنر و اجرا از کودکی در ندا آفرید نمایان بود. در مدرسه همراه با اعضای شیر و خورشید و پیشاهنگ، اشعاری از شاهنامه را از بر می‌خواند و در قطعاتی نمایشی بر اساس آثار شکسپیر و مولیر بازی می‌کرد. حضور او در فعالیت‌های فرهنگی و شرکت در کارهای گروهی در سال‌های نوجوانی او ادامه یافت تا آنجا که به مقولهٔ آموزش علاقمند شده و سرانجام پا به دانشسرا نهاد، مطالعهٔ تاریخ، ادبیات و فرهنگ ایران را به‌طور جدی ادامه داد، با انجمن‌ها و کانون‌های اجتماعی همکاری کرد، و در مناطق محروم زیادی مانند ورامین، کهریزک، قوچ حصار، امین آباد و حومهٔ شهرری به امدادهای اجتماعی و آگاه‌سازی زنان پرداخت. او در کلاس‌های بازیگری سپیده نظری پور شرکت کرد، دورهٔ تکمیلی بازیگری را در مؤسسهٔ رسام هنر نزد استاد رؤیا تیموریان پیمود و با کوله باری از تجربه و تکنیک در بازیگری فارغ‌التحصیل شد.

## نقالی
ساقی عقیلی در نمایش مجدد خاتون - برگرفته از پرده نئی بهرام بیضایی - به کارگردانی ساسان مهر پویان به ایفای نقش پرداخت. نمایش خاتون زیر نظر داوود فتحعلی‌بیگی به شیوهٔ نقالی تمرین و اجرا شد - شیوه‌ای مشابه شیوه بازی در مرگ یزدگرد بیضایی و مویهٔ جم قطب‌الدین صادقی. بازی او در این نمایش و ایفای نقشش همچون یک نقال زن باعث شد به امکانات و کاربرد و تکنیک‌های نقالی بیشتر واقف شود و نقالی را بیش از پیش پی‌ بگیرد.
او که پیشتر به  آموختن حرفه ای، تکنیکی و سنتی نقالی پرداخته بود برای پیشرفت در نقالی و تکمیل آموزش خود، در کلاس‌های نقالی استاد فتحعلی بیگی شرکت کرد. در آن کلاس‌ها مرشد ترابی به عنوان مهمان حضور می‌یافت و ساقی عقیلی به‌طور هم‌زمان با سه سبک مختلف نقالی روبه رو بود. سبک مرشد فتحعلی بیگی که بیشتر بر فن بیان، برانگیختن تخیل در تماشاگران و نوعی بازی حسی متکی بود، سبک مرشد ترابی که عموماً بر حرکات بدنی، گریز به داستان دیگری در میان نقل و گاهی طنز تکیه می‌کرد و سبک آسید مصطفی سعیدی که متکی بر حرکات ریز، میمیک چهره و بیان صمیمانه بود. اینچنین اجراهای نقالی او از سال ۱۳۷۴ رقم خوردند.

### سبک و متد نقالی
می‌توان نقالی ساقی عقیلی را ترکیبی از سه سبک نقالی دانست که در آن تمام عناصر و نشانه‌های اصلی استادان پیشکسوت نقالی همچون مرشد فتحعلی بیگی، مرشد آسید مصطفی سعیدی و مرشد ترابی به شکلی گزینشی و آگاهانه به کار گرفته می‌شود. همچنین رگه‌های بسیار قدرتمندی از سبک‌های بازیگری استانیسلاوسکی نیز در نقالی ساقی عقیلی دیده می‌شود که متأثر از آموزش‌های بازیگری او و ارتباطش با تئاتر است.

## تئاتر
او از سال ۱۳۷۴ علاوه بر اجراهای متعدد نقالی مجموعه‌ای بیش از ۴۰ تئاتر، سریال تلویزیونی و فیلم سینمایی در کارنامه خود دارد. او با کارگردانان و بازیگران سرشناسی همچون مهری مهرنیا، داود فتحعلی بیگی، احمد آقالو، رؤیا تیموریان، اکبر زنجان پور، مجید جعفری، فرشید ابراهیمیان، ابراهیم حاتمی کیا، حسین سحرخیز، انوشیروان ارجمند، حسین محب اهری، شهره لرستانی، شبنم طلوعی، مریلا زارعی، آناهیتا نعمتی، سوسن مقصودلو و بسیاری دیگر همکار یا همبازی بوده‌است.

## نقل‌های برجسته

### نقل سهراب و گردآفرید، نقلی پرشور
ساقی عقیلی پس از سال‌ها تجربه در نقالی در جشنوارهٔ نمایش‌های آیینی و سنتی سال ۱۳۸۰ نقل گردآفرید شاهنامه را اجرا کرد. ژست‌ها و حرکات مطابق با  نقش گردآفرید، تحرک و انعطاف فیزیکی و بیان حماسی او در این نقل تمامی بینندگان و برگزار کنندگان جشنواره را شگفت زده کرد. او با تصویر کردن جنگ سهراب و گردآفرید جانی دوباره به نقالی بخشید و ثابت کرد که زنان می‌توانند نقالی را به شکل سنتی و چه بسا مطابق با زیبایی‌شناسی تماشاگران امروز اجرا کنند.
در این جشنواره ساقی عقیلی به عنوان بهترین بازیگر زن جشنواره از سوی تماشاگران برگزیده شد.

### نقل سیصد در اعتراض به فیلم دروغین سیصد
در سال ۸۶ پس از اکران فیلم دروغین ۳۰۰، با همکاری آرش (علی) فرهادی پور، پژوهشی را دربارهٔ نبرد خشایارشا با یونانیان انجام داد، یک طومار نقالی بر اساس آن نوشته شد، مرشد فتحعلی بیگی به عنوان استاد مشاور بر تمرین‌های نقالی نظارت کرد و حاصل این تلاش‌ها، اجرای نقالی ۳۰۰ در جشنوارهٔ بین‌المللی نمایش‌های آیینی سنتی تهران بود. نقالی ۳۰۰ از استقبال خوب تماشاگران داخلی و خارجی جشنواره برخوردار شد و در پی آن از ندا آفرید به‌طور رسمی دعوت شد تا این نقل را در جشنواره نمایشهای سنتی ایتالیا Arrivano Dal Mare اجرا کند.

## اجرای یک نقال زن در خارج از ایران
ساقی عقیلی در اردیبهشت سال ۱۳۸۷مطابق با ۲۰۰۸ میلادی همراه با استادانی چون داوود فتحعلی بیگی، مرشد ترابی و ساسان مهرپویان راهی ایتالیا شد و در شهرهای چرویا و تورینو، استادان و دانشجویان ایتالیا برای اولین بار شاهد نقالی یک زن نقال ایرانی بودند.

## فعالیت درحوزه‌های دیگر نمایشی
ساقی عقیلی علاوه بر نقالی، در دیگر حوزه‌های نمایش سنتی ایران مانند تعزیه، پرده خوانی، سیاه بازی و خیمه شب بازی تجربیات بسیاری را داشته‌است. راز عروسک (تلفیقی از نقالی، سیاه بازی و نمایش‌های شادی‌آور زنانه، خیمه شب بازی حسنی و مبارک، پهلوان کچل و اژدها (معرکه گیری، سیاه بازی و تعزیه)، دار و دلدار، رستم و اسفندیار (تلفیقی از نقالی، پرده خوانی، تعزیه و سیاه بازی)، مجلس شبیه مرگ و زندگی و مجلس برادرکشی تنها برگزیده‌ای از فعالیتهای هنری او است.

### همکاری با نهادهای آموزشی و فرهنگی
ساقی عقیلی در سال‌های ۸۳ و ۸۴ به دعوت استاد داود فتحعلی بیگی و در کنار ایشان در دانشگاه سوره به استادیاری افتخاری پرداخت و در زمینهٔ معرفی و آموزش نقالی به دانشجویان فعالیت کرد.
از مجموعه‌های فرهنگی و آموزشی که میزبان نقالی‌های او بوده‌اند می‌توان به: دانشگاه‌ها، میراث فرهنگی، جامعهٔ زرتشتیان، سازمان فرهنگی هنری شهرداری، پایگاه پژوهشی هخامنشیان، انجمن‌های دفاع از حقوق زنان، جشنوارهٔ بانوان، جشنواره‌های بین‌المللی فجر و جشنوارهٔ نمایش‌های آیینی سنتی. شهرهای کرمان، اصفهان، سنندج، مشهد، بجنورد، اهواز، جیرفت و دماوند، جزیرهٔ کیش، کاخ‌های نیاوران، گلستان، سعدآباد، موزهٔ رضا عباسی و موزهٔ فرش نیز اشاره کرد.
ساقی عقیلی در کنار فعالیت‌های حرفه‌ای گسترده برای معرفی، آموزش و گسترش فرهنگ و هنر ایران خدمات زیادی را به شکل افتخاری و رایگان انجام داده‌است که به عنوان نمونه می‌توان به موارد زیر اشاره کرد: اجرای نقالی در روستاها و شهرهای مختلف، جشن‌های ایرانی سده و مهرگان برای جامعهٔ زرتشتیان ایران، آموزش نقالی به کودکان در مدارس (از دورهٔ ابتدایی تا دبیرستان)، نوشتن طومارهای نقالی و نهادن مقالاتی دربارهٔ تاریخ نقالی و نقالی در ایران در سایت‌ها و وبلاگ‌ها، آموختن زبان ناشنوایان برای آموزش نقالی به آنان و آموزش نقالی به نابینایان و ناشنوایان که ثمرهٔ آن پرورش و معرفی دو نقال روشن دل به نام‌های سمیه باقر پور و امین طاهریان به جامعهٔ نقالی ایران است؛ نقالان روشن دلی که در جشنوارهٔ بانوان سال ۸۸ و به مناسبت روز جهانی معلولین در خانه تئاتر نقل فرود سیاوش را اجرا کرده‌اند.

## فعالیت‌ها
- اجرای نقالی به زبان انگلیسی[۸][۹]
- اجرا و آموزش نقالی در نقاط محروم و پرورشگاه‌ها[۱۰]
- شرکت در فستیوال آری وان و دال ماره (جشنواره نمایشهای سنتی ایتالیا)[۱۱]
- آموزش نقالی و آشنا کردن کودکان با فرهنگ پارسی
- آموزش نقالی و کار با نابینایان[۱۲]

## فیلم‌شناسی
- بازیگری تئاتر

| سال       | نام اثر                     | کارگردان                        | یادداشت                                |
| --------- | --------------------------- | ------------------------------- | -------------------------------------- |
| ۱۳۷۶      | خاتون نامه                  | ساقی عقیلی                      | تهران، کانون هنرهای نمایشی ری          |
| ۱۳۷۹      | دلدار                       | ساقی عقیلی                      | تهران، جشنواره بانوان                  |
| ۱۳۸۴      | فریادها و نجواهای دختر ترسا | ساقی عقیلی، آرش(علی) فرهادی پور | تهران، جشنواره بانوان                  |
| ۱۳۷۸      | شمس                         | امیر دژاکام                     | تهران، تئاتر شهر، تالار اصلی           |
| ۱۳۷۸      | هرا                         | نصرالله قادری                   | تهران، تئاترشهر، تالار چهارسو          |
| ۱۳۷۸      | بلبل نوک طلا                | سهیلا فلاح پور                  | تهران، فرهنگسرای ابن سینا              |
| ۱۳۷۸      | کوه و پرنده                 | سهیلا فلاح پور                  | تهران، فرهنگسرای ابن سینا              |
| ۱۳۷۹      | غم عشق                      | نصرالله قادری                   | تهران، تئاتر شهر، تالار سایه           |
| ۱۳۷۹      | راحیل                       | مهبد مهرنوش                     | اهواز، جشنواره ایران زمین              |
| ۱۳۸۰      | طلحک بازی قمر در عقرب       | شهره لرستانی                    | تهران، تئاتر شهر، تالار اصلی           |
| ۱۳۸۰      | آنک وصال                    | مجید جعفری                      | تهران، تئاتر شهر، تالار اصلی           |
| ۱۳۸۰/۱۳۸۱ | کوچه اقاقیا                 | حسین محب اهری                   | تهران، تئاتر شهر، سالن سایه            |
| ۱۳۸۱      | خاتون پرده نشین(اجرای مجدد) | ساسان مهرپویان                  | تهران، جشنواره استانی                  |
| ۱۳۸۱      | پهلوان کچل و اژدها          | داوود فتحعلی بیگی               | تهران، حوزه هنری                       |
| ۱۳۸۱      | بازی‌خانه                    | ساسان مهرپویان                  | تهران، جشنواره استانی                  |
| ۱۳۸۲      | رنجنامه                     | ساسان مهرپویان                  | تهران، جشنواره ماه                     |
| ۱۳۸۲      | فال آنتن                    | مجید باقری                      | تهران، جشنواره کانون‌ها                 |
| ۱۳۸۲      | راز عروسک                   | ساسان مهرپویان                  | تهران، تالار سنگلج                     |
| ۱۳۸۲      | حسنی و مبارک                | ساسان مهرپویان                  | تهران، تالار سنگلج                     |
| ۱۳۸۲      | آرش                         | ساسان مهرپویان                  | تهران، جشنواره استانی، جشنواره منطقه‌ای |
| ۱۳۸۳      | عباس                        | حسین محب اهری                   | تهران، تئاتر شهر، کارگاه نمایشی        |
| ۱۳۸۳      | دار و دلدار                 | داوود فتحعلی بیگی               | تهران، تالار سنگلج                     |
| ۱۳۸۴      | اختر چرخ ادب پروین          | اعظم بروجردی                    | تهران، حوزه هنری                       |
| ۱۳۸۴      | نغمه ساقی                   | حسین مختاری                     | تهران، حوزه هنری                       |
| ۱۳۸۴      | یازده شاخه زنبق سفید        | لیلا یوسفی                      | تهران، جشنواره ماه                     |
| ۱۳۸۴      | تندباد خیال                 | اعظم بروجردی                    | تهران، تالار، مولوی                    |
| ۱۳۸۵      | حریر سرخ صنوبر              | شکرخدا گودرزی                   | تهران، تئاتر شهر، تالار قشقایی         |
| ۱۳۸۵      | دنیای زن‌ها                  | حسین سحرخیز                     | تهران، تئاتر شهر، سالن شماره۲          |
| ۱۳۸۶      | حورا                        | محمود صابری                     | تهران، حوزه هنری                       |
| ۱۳۸۶      | و آنگه عشق                  | بهنام هدایتی                    | تهران، فرهنگسرای بهمن                  |
| ۱۳۸۶      | خون تو را جنون پدر          | سیروس همتی                      | تهران، اداره تئاتر، خانه نمایش         |
| ۱۳۸۷      | مجلس شبیه مرگ و زندگی       | رحمان حقیقی                     | تهران، اداره تئاتر، خانه نمایشی        |
| ۱۳۸۸      | راز                         | زری طالبی                       | تهران، تالار مولوی                     |
| ۱۳۸۸      | مجلس برادر کشی              | سیروس همتی                      | تهران، تئاتر شهر، کارگاه نمایشی        |

- کارگردانی تئاتر

| سال  | نام اثر :                   | کارگردان : | یادداشت :            |
| ۱۳۷۹ | دلدار                       | ساقی عقیلی | تهران جشنواره بانوان |
| ۱۳۸۴ | فریادها و نجواهای دختر ترسا | ساقی عقیلی | تهران جشنواره بانوان |

- بازیگری تلویزیون و سینما

| سال  | نام اثر:                              | کارگردان:                  | یادداشت:        |
| ---- | ------------------------------------- | -------------------------- | --------------- |
| ۱۳۷۳ | عکاسخانه                              | فرزین                      | فیلم تلویزیونی  |
| ۱۳۷۴ | آیینه                                 | نوید میهن دوست             | فیلم تلویزیونی  |
| ۱۳۸۴ | آخرین ملکه زمین                       | محمد رضا عرب               | فیلم تلویزیونی  |
| ۱۳۸۴ | مادربزرگ بغچه سبز قصه اش را باز می‌کند | مسعود عسگری و حمید قدکچیان | سریال تلویزیونی |
| ۱۳۸۴ | پروین اعتصامی                         | مصطفی هرندی                | تله تئاتر       |
|      | فیلم سینمایی دعوت                     | ابراهیم حاتمی کیا          | فیلم سینمایی    |